# コマノインパルス
コマノインパルス（欧字名:Komano Impulse、2014年4月23日 - ）、日本の競走馬。主な勝ち鞍は、2017年の京成杯（GIII）。
馬名の意味は、「冠名＋衝撃的な走りを」。

## 経歴

### 2歳（2016年）
10月22日、東京競馬場の新馬戦（芝2000m）に田辺裕信とともに出走。後に2019年の福島記念を制覇するクレッシェンドラヴが1番人気に推されるなか、単勝オッズ8.5倍の4番人気の評価を受けた。好位でレースを進め、最後の直線では、馬場の最も内に進路を選択した。一番外から進出したブリッツシュラークをクビ差退けて初勝利を挙げた。騎乗した田辺裕信はレース後、「スタートセンスが良かったですし、行く馬がいなければ行くつもりで出していきました。逃げた馬を見ながらいい位置で、思い通りの競馬ができましたね。コントロールしやすい馬です。変なところでテンションが上がったりする面があるけど、レース慣れしてくれば問題ないと思います」と語った。
12月3日、中山競馬場の葉牡丹賞に出走。後に2017年の東京優駿（日本ダービー）などGIを制するレイデオロが単勝オッズ1.7倍の1番人気に推される中、単勝オッズ28.9倍の9番人気となった。レースではレイデオロが優勝する中、その1馬身2分の1の差離されての2着となった。騎乗した田辺裕信は、「ペースが流れてくれたので、控える形でも流れに乗れました。勝った馬は強かったです」とした。

### 3歳（2017年）
1月15日の京成杯（GIII）から始動、単勝オッズ3.8倍の1番人気の支持であった。レースでは、後方の3番手から最後の直線では馬場の真ん中を選択して進出、同じく後方から進出したガンサリュートをクビ差で制して優勝、重賞初挑戦で初制覇となった。騎乗した田辺裕信は、「この前のレースがフロックでないという結果を出せてよかったです。ゲートを出てポジションを取れれば前に行くことも考えましたが、馬のリズムを守っていきました。2週続けて強めに追ったので馬がカリカリしていてレースに悪影響が出ないかと思いましたが、最小限に抑えられました。ペースは遅く感じたので早めに前の馬を射程に入れて行きました。外から1頭来ていましたが、しのげる感じでした。結果を出せてよかったです」と回顧した。管理する菊川正達調教師は重賞通算3勝目となり「仮柵を外した馬場で差しが決まらず心配していたが、外を回って強い競馬だったね」と振り返った。
続いて3月5日、弥生賞（GII）に出走。単勝オッズ4.6倍の3番人気の支持を受けた。第2コーナーで後方の2番手に位置し、向こう正面で位置をあげて第4コーナーでは先頭から4番手となった。しかし最後の直線では伸びず、カデナなど後方集団に交わされ後退、6着となった。騎乗した田辺裕信は、「ペースが遅かったので後ろの位置では分が悪いと思い、ジワッと上がっていった」と振り返り、「ゴーサインを出しても後ろにいた勝ち馬がぴったりとくっついてきた。この馬もよく走っているが、現時点では（カデナとの）力の差を感じた」とした。
引き続き4月16日の皐月賞に参戦。デビュー後すべてのレースに騎乗していた田辺裕信が、皐月賞ではアウトライアーズに騎乗するために乗り替わり、鞍上には江田照男が起用された。後方待機でレースを進めたが伸びず後退、優勝したアルアインから0.8秒離された14着となった。騎乗した江田照男は、「ジワーッと伸びていく感じなので、もう少し時計がかかってほしかった」と回顧した。
4月26日、5月28日に施行される東京優駿（日本ダービー）に向けて調整されていたが、右前脚に違和感が認められたために検査を受けた。その結果、右前脚繋靱帯炎を発症したことが判明し、東京優駿（日本ダービー）を回避、春の出走が絶望となった。管理する菊川正達調教師は「残念だが、今後は様子を見て放牧へ。復帰を待ちたい」とし、その後は放牧に出た。

### 4歳（2018年）
復帰に向けて休養していたが7月4日、日本中央競馬会の競走馬登録を抹消し、引退することとなった。

## 競走成績
以下の情報は、netkeiba.comに基づく。
| 競走日     | 競馬場 | 競走名   | 格      | 距離（馬場）  | 頭 数 | 枠 番 | 馬 番 | オッズ （人気） | 着順 | タイム （上がり3F） | 着差 | 騎手      | 斤量 [kg] | 1着馬（2着馬）         | 馬体重 [kg] |
| ---------- | ------ | -------- | ------- | ------------- | ----- | ----- | ----- | --------------- | ---- | ------------------- | ---- | --------- | --------- | ---------------------- | ----------- |
| 2016.10.22 | 東京   | 2歳新馬  |         | 芝2000m（良） | 16    | 1     | 1     | 008.50（4人）   | 01着 | R2:05.7（33.8）     | -0.0 | 0田辺裕信 | 55        | （ブリッツシュラーク） | 454         |
| 0000.12.03 | 中山   | 葉牡丹賞 | 500万下 | 芝2000m（良） | 12    | 8     | 12    | 028.90（9人）   | 02着 | R2:01.2（35.3）     | -0.2 | 0田辺裕信 | 55        | レイデオロ             | 464         |
| 2017.01.15 | 中山   | 京成杯   | GIII    | 芝2000m（良） | 15    | 5     | 8     | 003.80（1人）   | 01着 | R2:02.5（35.6）     | -0.0 | 0田辺裕信 | 56        | （ガンサリュート）     | 462         |
| 0000.03.05 | 中山   | 弥生賞   | GII     | 芝2000m（良） | 12    | 6     | 7     | 004.60（3人）   | 06着 | R2:03.6（35.2）     | -0.4 | 0田辺裕信 | 56        | カデナ                 | 462         |
| 0000.04.16 | 中山   | 皐月賞   | GI      | 芝2000m（良） | 18    | 2     | 3     | 127.3（16人）   | 14着 | R1:58.6（34.5）     | -0.8 | 0江田照男 | 57        | アルアイン             | 460         |

## 血統表
| コマノインパルスの血統    | コマノインパルスの血統                                     | コマノインパルスの血統                                     | （血統表の出典）                                           | （血統表の出典） |
| 父 *バゴ 2001 黒鹿毛      | 父の父Nashwan 1986 栗毛                                    | Blushing Groom                                             | Red God                                                    | Red God          |
| 父 *バゴ 2001 黒鹿毛      | 父の父Nashwan 1986 栗毛                                    | Blushing Groom                                             | Runaway Bride                                              |                  |
| 父 *バゴ 2001 黒鹿毛      | 父の父Nashwan 1986 栗毛                                    | Height of Fashion                                          | Bustino                                                    | Bustino          |
| 父 *バゴ 2001 黒鹿毛      | 父の父Nashwan 1986 栗毛                                    | Height of Fashion                                          | Highclere                                                  |                  |
| 父 *バゴ 2001 黒鹿毛      | 父の母Moonlight's Box 1996 鹿毛                            | Nureyev                                                    | Northern Dancer                                            | Northern Dancer  |
| 父 *バゴ 2001 黒鹿毛      | 父の母Moonlight's Box 1996 鹿毛                            | Nureyev                                                    | Special                                                    |                  |
| 父 *バゴ 2001 黒鹿毛      | 父の母Moonlight's Box 1996 鹿毛                            | Coup de Genie                                              | Mr. Prospector                                             | Mr. Prospector   |
| 父 *バゴ 2001 黒鹿毛      | 父の母Moonlight's Box 1996 鹿毛                            | Coup de Genie                                              | Coup de Folie                                              |                  |
| 母 コマノアクラ 2008 栗毛 | 母の父フジキセキ 1992 青鹿毛                               | *サンデーサイレンス                                        | Halo                                                       | Halo             |
| 母 コマノアクラ 2008 栗毛 | 母の父フジキセキ 1992 青鹿毛                               | *サンデーサイレンス                                        | Wishing Well                                               |                  |
| 母 コマノアクラ 2008 栗毛 | 母の父フジキセキ 1992 青鹿毛                               | *ミルレーサー                                              | Le Fabuleux                                                | Le Fabuleux      |
| 母 コマノアクラ 2008 栗毛 | 母の父フジキセキ 1992 青鹿毛                               | *ミルレーサー                                              | Marston's Mill                                             |                  |
| 母 コマノアクラ 2008 栗毛 | 母の母リンデンジョオー 1993 鹿毛                           | *リアルシャダイ                                            | Roberto                                                    | Roberto          |
| 母 コマノアクラ 2008 栗毛 | 母の母リンデンジョオー 1993 鹿毛                           | *リアルシャダイ                                            | Desert Vixen                                               |                  |
| 母 コマノアクラ 2008 栗毛 | 母の母リンデンジョオー 1993 鹿毛                           | リンデンリリー                                             | *ミルジョージ                                              | *ミルジョージ    |
| 母 コマノアクラ 2008 栗毛 | 母の母リンデンジョオー 1993 鹿毛                           | リンデンリリー                                             | ラドンナリリー                                             |                  |
| 母系(F-No.)               | (FN:7-d)                                                   | (FN:7-d)                                                   | (FN:7-d)                                                   | [ § 2 ]          |
| 5代内の近親交配           | Halo 5×4、Wild Risk 5×5、Hail to Reason 5･5、In Realty 5･5 | Halo 5×4、Wild Risk 5×5、Hail to Reason 5･5、In Realty 5･5 | Halo 5×4、Wild Risk 5×5、Hail to Reason 5･5、In Realty 5･5 | [ § 3 ]          |
| 出典                      | 1. 2. 3.                                                   | 1. 2. 3.                                                   | 1. 2. 3.                                                   | 1. 2. 3.         |

- 曾祖母のリンデンリリーは1991年のエリザベス女王杯とローズステークス優勝。
- 祖母リンデンジョオーの半妹にフィリーズレビュー勝ち馬のヤマカツリリーがいる。